# Distrito de Lazdijai
El distrito de Lazdijai (lituano: Lazdijų rajono savivaldybė) es un municipio-distrito lituano perteneciente a la provincia de Alytus.
En 2011 tenía 22 455 habitantes.
Se ubica en el oeste de la provincia. Es fronterizo al oeste con Polonia y al sur con Bielorrusia.

## Subdivisiones
Se divide en once seniūnijos (entre paréntesis la localidad principal):
- Seniūnija de Būdvietis (Aštrioji Kirsna)
- Seniūnija de Kapčiamiestis (Kapčiamiestis)
- Seniūnija de Krosna (Krosna)
- Seniūnija de Kučiūnai (Kučiūnai)
- Lazdijai (seniūnija urbana formada por la capital municipal)
- Seniūnija de Lazdijai (Lazdijai)
- Seniūnija de Noragėliai (Noragėliai)
- Seniūnija de Seirijai (Seirijai)
- Seniūnija de Šeštokai (Šeštokai)
- Seniūnija de Šventežeris (Šventežeris)
- Seniūnija de Veisiejai (Veisiejai)